# Vitstrupig nattskärra
Vitstrupig nattskärra (Eurostopodus mystacalis) är en fågel i familjen nattskärror.

## Utseende och läte
Vitstrupig nattskärra är en stor medlem av familjen. Den är mestadels mörkgrå, med kraftig tvärbandning. I flykten syns att stjärten är helmörk och vingarna relativt enfärgade. Sången består av ett unikt bubblande läte som stiger i både frekvens och tonhöjd.

## Utbredning och systematik
Fågeln häckar i östra Australien. Vintertid flyttar den norrut till Nya Guinea. Den behandlas som monotypisk, det vill säga att den inte delas in i några underarter. Tidigare betraktades salomonnattskärra och nyakaledoniennattskärra dock som underarter till vitstrupig nattskärra, men dessa anses nu som goda arter.

## Levnadssätt
Vitstrupig nattskärra hittas i höglänt terräng. Den ses vanligast under sen kväll när den fångar insekter ovan en vattenyta eller över en glänta i skogen.

## Status och hot
Arten har ett stort utbredningsområde, men tros minska i antal, dock inte tillräckligt kraftigt för att den ska betraktas som hotad. Internationella naturvårdsunionen IUCN listar arten som livskraftig (LC).